# Hitler (manga)
Hitler est un manga de Shigeru Mizuki publié au Japon en 1971 par Chikuma Shobō. La traduction française est sortie en 2011 chez Cornélius.

## Synopsis
Le manga est une biographie de la vie d'Adolf Hitler depuis sa jeunesse se rêvant artiste, sa carrière militaire et son ascension pour devenir le Führer.

## Analyse
Avec ce manga postérieur à Opération Mort, Shigeru Mizuki s'attache à réaliser un récit historique et mieux faire découvrir la personne d'Hitler au Japon moins touché par les événements européens que ceux avec les États-Unis dans l'océan Pacifique. De plus l'auteur qui a lui-même perdu un bras lors de la Seconde Guerre mondiale voulait comprendre l'origine de la guerre à travers son principal instigateur et réalise un récit précis avec une narration en voix-off résolument pacifique et ceci seulement 25 ans après la fin de la guerre.

## Publication française
- Édition française : Cornelius, Collection Pierre  (ISBN 978-2-360-81022-2)
- Date de première publication : 20 octobre 2011[2]
- Format : 24 x 17 cm
- 296 pages
- Traduction de Patrick Honnoré et Yukari Maeda.